# Miguel Ángel Benítez
Miguel Ángel Benítez Pavón (Santísima Trinidad, 19 maggio 1970) è un ex calciatore paraguaiano, di ruolo attaccante.

## Carriera

### Club
Dopo un periodo in società minori in Paraguay, viene portato in Europa dall'Atlético Madrid. Nel 1995 si trasferisce all'Espanyol, dove rimane fino al 2002, giocando più di 140 partite e segnando 29 reti. Si è ritirato nel 2007 con la maglia del Club Guaraní.

### Nazionale
Debutta con la nazionale di calcio paraguaiana nel 1996, giocandovi fino al 1999 e disputando i mondiali di Francia 1998. In 29 presenze ha segnato 11 reti.

## Palmarès

### Club

#### Competizioni nazionali
- Coppa di Spagna: 1

Espanyol: 1999-2000,

#### Competizioni internazionali
- Coppa Libertadores: 1

Club Olimpia: 2002
- Recopa Sudamericana: 1

Club Olimpia: 2003